# تجیندر ویرده
تجیندر ویرده (انگلیسی: Tejinder Virdee؛ زاده ۱۳ اکتبر ۱۹۵۲) یک فیزیک‌دان در زمینه فیزیک ذرات اهل بریتانیا است.